# Zygimus
Zygimus är ett släkte av insekter. Zygimus ingår i familjen ängsskinnbaggar.
Släktet innehåller bara arten Zygimus nigriceps.